# Selección de fútbol sub-17 de Antillas Neerlandesas
La Selección de fútbol sub-17 de Antillas Neerlandesas era el equipo que representaba al país en el Mundial Sub-17, en el Campeonato Sub-17 de la Concacaf y en el Campeonato Juvenil de la CFU; y era controlado por la Federación de Fútbol de las Antillas Neerlandesas.

## Historia
Su primer partido oficial fue el 12 de mayo de 1985, y fue una derrota de 0-9 ante México en México por el Campeonato Sub-16 de la Concacaf de 1985. En esa edición quedaron eliminados en la fase de grupos, con el consuelo de que también lograron su primera victoria, ante Panamá el 16 de mayo de 1985 con marcador de 3-1.
Nunca clasificó a un mundial de la categoría y participó en el Campeonato Sub-17 de la Concacaf en 5 ocasiones, aunque nunca pudo supera la fase de grupos.
Su último partido oficial fue una victoria de 3-1 ante Dominica en el año 2010 por la Eliminatoria al Campeonato Sub-17 de la Concacaf de 2011, ya que a partir del año 2012 Antillas Neerlandesas dejó de existir y pasó a llamarse Curazao.

## Participaciones

### Mundial Sub-17
| Año                               | Fase            | Posición        | PJ              | PG              | PE              | PP              | GF              | GC              |
| --------------------------------- | --------------- | --------------- | --------------- | --------------- | --------------- | --------------- | --------------- | --------------- |
| China 1985                        | No se clasificó | No se clasificó | No se clasificó | No se clasificó | No se clasificó | No se clasificó | No se clasificó | No se clasificó |
| Canadá 1987                       | No se clasificó | No se clasificó | No se clasificó | No se clasificó | No se clasificó | No se clasificó | No se clasificó | No se clasificó |
| Escocia 1989                      | No se clasificó | No se clasificó | No se clasificó | No se clasificó | No se clasificó | No se clasificó | No se clasificó | No se clasificó |
| Italia 1991                       | No se clasificó | No se clasificó | No se clasificó | No se clasificó | No se clasificó | No se clasificó | No se clasificó | No se clasificó |
| Japón 1993                        | No se clasificó | No se clasificó | No se clasificó | No se clasificó | No se clasificó | No se clasificó | No se clasificó | No se clasificó |
| Ecuador 1995                      | No se clasificó | No se clasificó | No se clasificó | No se clasificó | No se clasificó | No se clasificó | No se clasificó | No se clasificó |
| Egipto 1997                       | No se clasificó | No se clasificó | No se clasificó | No se clasificó | No se clasificó | No se clasificó | No se clasificó | No se clasificó |
| Nueva Zelanda 1999                | No se clasificó | No se clasificó | No se clasificó | No se clasificó | No se clasificó | No se clasificó | No se clasificó | No se clasificó |
| Trinidad y Tobago 2001            | No se clasificó | No se clasificó | No se clasificó | No se clasificó | No se clasificó | No se clasificó | No se clasificó | No se clasificó |
| Finlandia 2003                    | No se clasificó | No se clasificó | No se clasificó | No se clasificó | No se clasificó | No se clasificó | No se clasificó | No se clasificó |
| Perú 2005                         | No se clasificó | No se clasificó | No se clasificó | No se clasificó | No se clasificó | No se clasificó | No se clasificó | No se clasificó |
| Corea del Sur 2007                | No se clasificó | No se clasificó | No se clasificó | No se clasificó | No se clasificó | No se clasificó | No se clasificó | No se clasificó |
| Nigeria 2009                      | No se clasificó | No se clasificó | No se clasificó | No se clasificó | No se clasificó | No se clasificó | No se clasificó | No se clasificó |
| México 2011                       | No se clasificó | No se clasificó | No se clasificó | No se clasificó | No se clasificó | No se clasificó | No se clasificó | No se clasificó |
| desde Emiratos Árabes Unidos 2013 | Véase Curazao   | Véase Curazao   | Véase Curazao   | Véase Curazao   | Véase Curazao   | Véase Curazao   | Véase Curazao   | Véase Curazao   |
| Total                             | 0/14            | 0º              | 0               | 0               | 0               | 0               | 0               | 0               |

### Campeonato Sub-17 de la Concacaf
| Campeonato Sub-17 de la Concacaf | Campeonato Sub-17 de la Concacaf | Campeonato Sub-17 de la Concacaf | Campeonato Sub-17 de la Concacaf | Campeonato Sub-17 de la Concacaf | Campeonato Sub-17 de la Concacaf | Campeonato Sub-17 de la Concacaf | Campeonato Sub-17 de la Concacaf |
| Año                              | Ronda                            | J                                | G                                | E                                | P                                | GF                               | GC                               |
| -------------------------------- | -------------------------------- | -------------------------------- | -------------------------------- | -------------------------------- | -------------------------------- | -------------------------------- | -------------------------------- |
| 1983                             | No participó                     | No participó                     | No participó                     | No participó                     | No participó                     | No participó                     | No participó                     |
| 1985                             | Fase de grupos                   | 4                                | 2                                | 0                                | 2                                | 7                                | 13                               |
| 1987                             | No participó                     | No participó                     | No participó                     | No participó                     | No participó                     | No participó                     | No participó                     |
| 1988                             | No participó                     | No participó                     | No participó                     | No participó                     | No participó                     | No participó                     | No participó                     |
| 1991                             | Fase de grupos                   | 3                                | 0                                | 1                                | 2                                | 1                                | 5                                |
| 1992                             | Fase de grupos                   | 3                                | 0                                | 0                                | 3                                | 0                                | 6                                |
| 1994                             | Fase de grupos                   | 3                                | 0                                | 1                                | 2                                | 2                                | 14                               |
| 1996                             | Fase de grupos                   | 3                                | 0                                | 0                                | 3                                | 2                                | 13                               |
| 1999                             | No clasificó                     | No clasificó                     | No clasificó                     | No clasificó                     | No clasificó                     | No clasificó                     | No clasificó                     |
| 2001                             | No clasificó                     | No clasificó                     | No clasificó                     | No clasificó                     | No clasificó                     | No clasificó                     | No clasificó                     |
| 2003                             | Abandonó el torneo               | Abandonó el torneo               | Abandonó el torneo               | Abandonó el torneo               | Abandonó el torneo               | Abandonó el torneo               | Abandonó el torneo               |
| 2005                             | No clasificó                     | No clasificó                     | No clasificó                     | No clasificó                     | No clasificó                     | No clasificó                     | No clasificó                     |
| 2007                             | No clasificó                     | No clasificó                     | No clasificó                     | No clasificó                     | No clasificó                     | No clasificó                     | No clasificó                     |
| 2009                             | No clasificó                     | No clasificó                     | No clasificó                     | No clasificó                     | No clasificó                     | No clasificó                     | No clasificó                     |
| 2011                             | No clasificó                     | No clasificó                     | No clasificó                     | No clasificó                     | No clasificó                     | No clasificó                     | No clasificó                     |
| desde 2013                       | Véase Curazao                    | Véase Curazao                    | Véase Curazao                    | Véase Curazao                    | Véase Curazao                    | Véase Curazao                    | Véase Curazao                    |
| Total                            | 5/15                             | 16                               | 2                                | 2                                | 12                               | 12                               | 51                               |

### Copa Juvenil de la CFU
| Año   | Ronda          | J | G | E | P | GF | GC |
| ----- | -------------- | - | - | - | - | -- | -- |
| 2006  | Fase de grupos | 3 | 1 | 0 | 2 | 6  | 8  |
| 2008  | Fase de grupos | 3 | 0 | 1 | 2 | 3  | 10 |
| Total | 2/2            | 6 | 1 | 1 | 4 | 9  | 18 |